# 2000년 미스코리아
2000년 미스코리아는 2000년 5월 28일에 서울특별시 종로구의 세종문화회관에서 열린 마흔네번째 미스코리아 선발대회이다. 문화방송(MBC TV)으로 중계하였다.

## 입상자
| 대회 |        | 진 (眞)         | 선 (善)                  | 미 (美) |
| ---- | ------ | --------------- | ------------------------ | ------- |
| 본선 | 김사랑 | 신정선          | 손태영                   |         |
| 강원 | 허민정 | 박화성          | 라혜련                   |         |
| 경기 |        | 이현숙          | 윤정희                   |         |
| 경남 | 이미진 | 김진미          | 김미란                   |         |
| 경북 | 이세나 | 박소윤          | 최미영                   |         |
| 광주 | 최영미 | 김선영          | 장희정                   |         |
| 대구 | 손태영 | 김효진          | 서혜정                   |         |
| 대전 | 이보영 | 노가영          | 손민지                   |         |
| 충남 | 이보영 | 노가영          | 손민지                   |         |
| 부산 | 최은정 | 선혜련          | 구은주                   |         |
| 서울 | 김사랑 | 장은진 · 탁은영 | 김미리 · 김소영 · 박미선 |         |
| 울산 | 최순정 | 김희정          | 한경욱                   |         |
| 인천 | 정주영 |                 | 조아라                   |         |
| 전남 | 이현아 | 남화림          | 장지영                   |         |
| 전북 | 이가혜 | 신정선          | 김용순                   |         |
| 제주 | 김미삼 | 홍세나          | 현경희                   |         |
| 충북 | 김미성 | 김유미          | 조미희                   |         |

## 참가자 사진

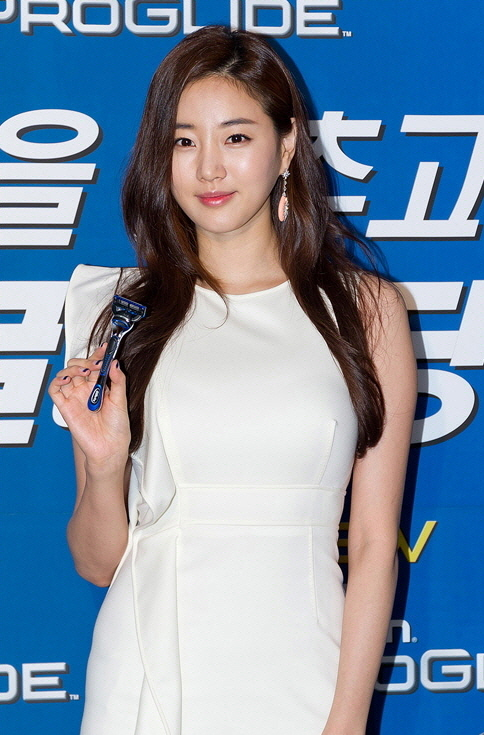
2000년 미스코리아 진 김사랑, 미스 서울 진
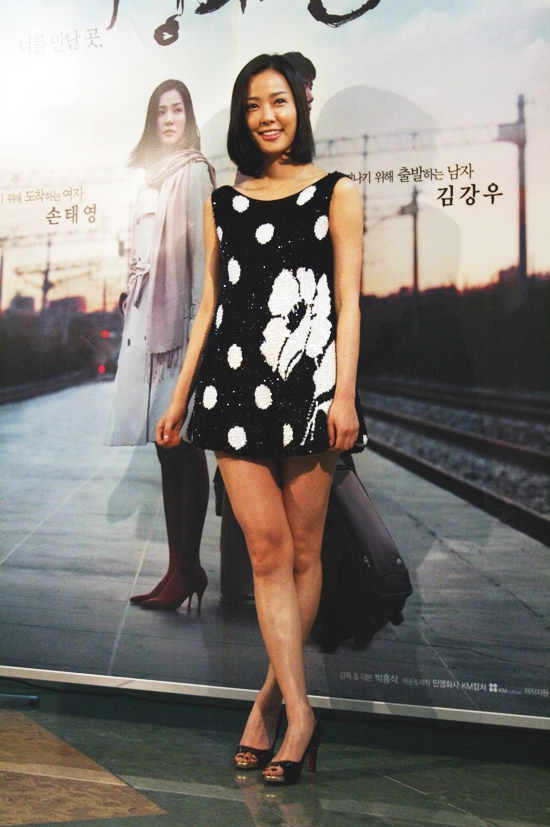
2000년 미스코리아 미 손태영, 미스 대구 진
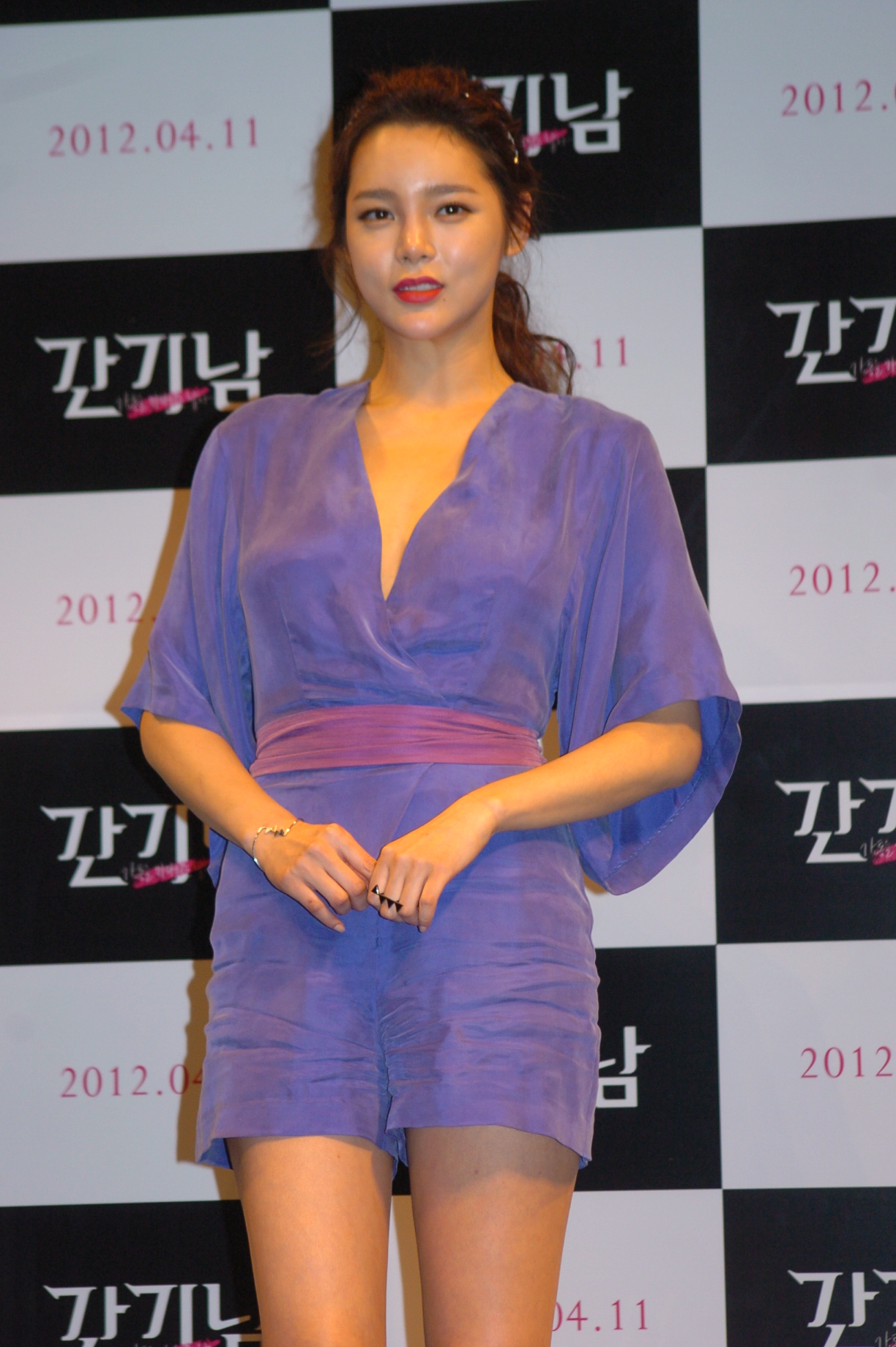
2000년 미스코리아 후보 박시연(박미선), 미스 서울 미
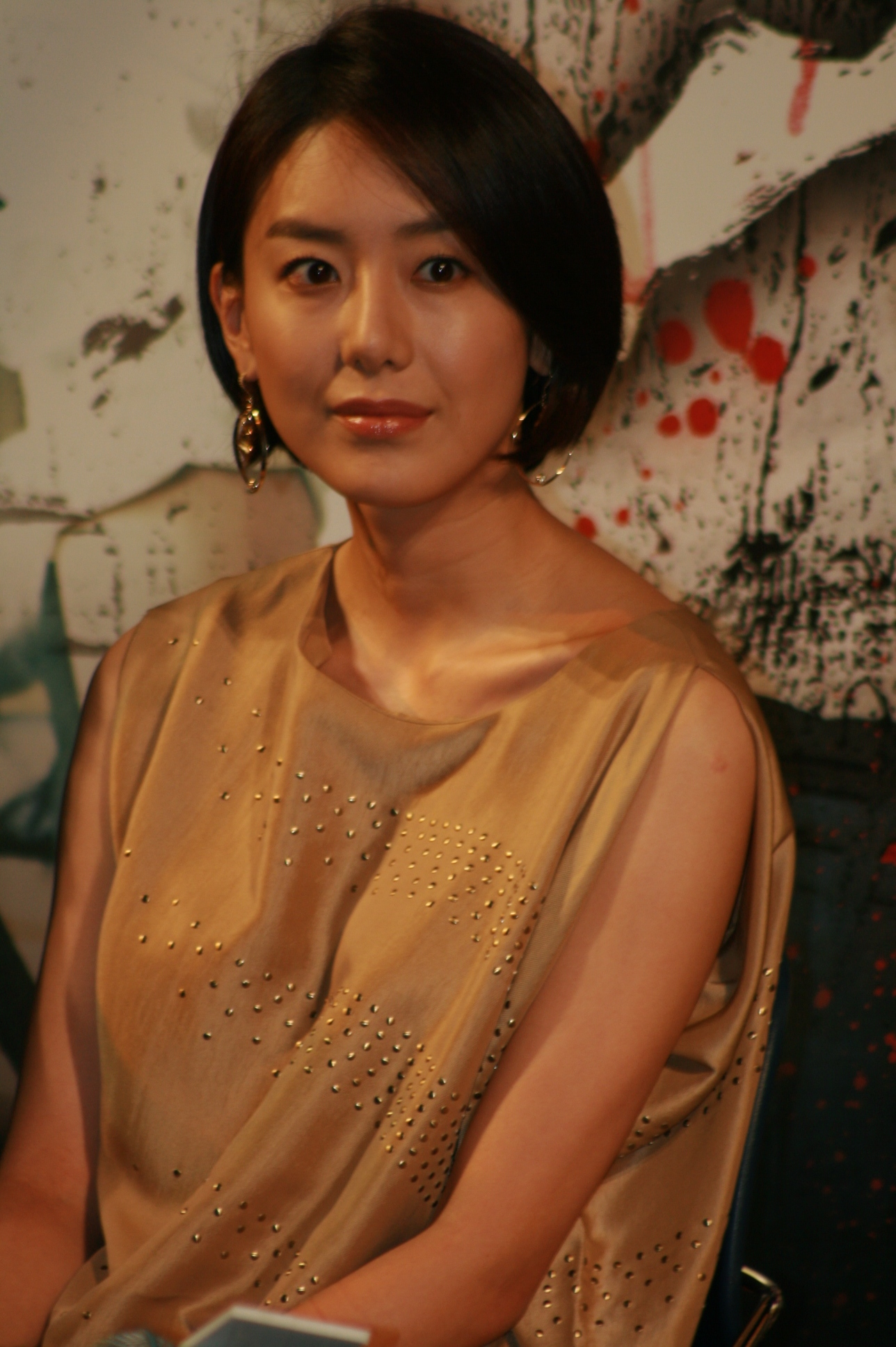
2000년 미스코리아 후보 윤정희, 미스 경기 미
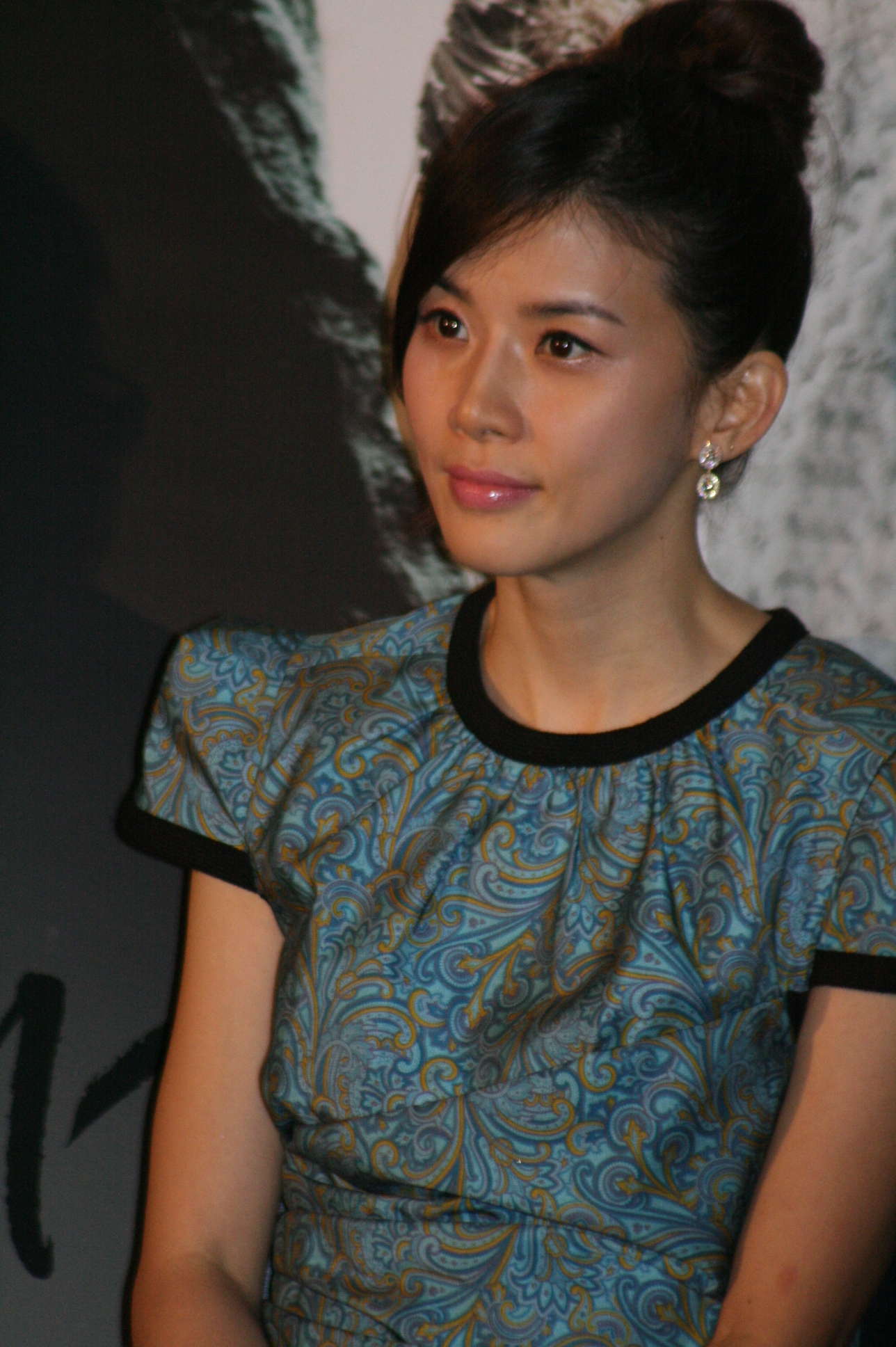
2000년 미스코리아 후보 이보영, 미스 대전-충남 진